# Сенад Лупић
Сенад Лупић (Дервента, 28. март 1966) бивши је југословенски фудбалер.

## Биографија
Играо је у млађим категоријама Текстилца из Дервенте од 1978. до 1981. године. Од 1981. године је наступао за Козару из Градишке. Задржао се две године у Градишци и након тога прешао у Искру из Бугојна. На првој утакмици против Сутјеске из Никшића се повредио и морао да паузира шест месеци. Након опоравка од повреде Лупићу је стигао позив од Борца из Бањалуке. 
У Бања Луци је играо четири године, сваке сезоне је био први стрелац у клубу. Са Борцем је освојио Куп Југославије 1988. године после победе у финалу од 1:0 на стадиону ЈНА против Црвене звезде. Стрелац јединог гола је био Лупић, а са 19 голова је био најбољи стрелац Купа Југославије у сезони 1987/88.
У периоду од 1989. до 1991. играо је за француски Гењон. Вратио се у Борац и одиграо седам утакмица када је првенство прекинуто 1992. због рата у Југославији.

## Приватан живот
Живи у белгијском граду Вервје са супругом и две кћерке.

## Трофеји
- Борац Бања Лука
  - Куп Југославије: 1988.